# Thecla gabrielis
Thecla gabrielis är en fjärilsart som beskrevs av Donovan 1823. Thecla gabrielis ingår i släktet Thecla och familjen juvelvingar. Inga underarter finns listade i Catalogue of Life.